# انتخابات پارلمانی فنلاند (۲۰۱۹)
انتخابات پارلمانی فنلاند (انگلیسی: 2019 Finnish parliamentary election) قرار است در ۱۴ آوریل ۲۰۱۹ برگزار شود.
کمیته کاری متشکل از وزرای حزب و همه احزاب پارلمانی در ماه مه ۲۰۱۷ پیشنهاد دادند تا انتخابات پارلمانی باید همزمان با انتخابات پارلمان اروپا در فنلاند برگزار شود با این حال،این پیشنهاد هنوز حمایت پارلمان را برای تصویب به اندازه کافی کسب نکرده‌است.

## پیشینه
یوها سیپیلا نخست‌وزیر دولت کنونی با ائتلاف سه حزبی راست میانه، متشکل از حزب مرکز، فنلاندی‌های واقعی و حزب ائتلاف ملی تشکیل شد.در ۲۸ می ۲۰۱۵، پارلمان یوها سیپیلا را با رای ۱۲۸–۶۲ به نخست‌وزیری انتخاب کرد.
در ۱۰ ژوئن ۲۰۱۷، حزب فنلاند یوسی هالا-آهو را به عنوان رهبر جدید این حزب انتخاب کرد پیش از این تیمو سوینی که برای مدتی طولانی تصمیم به کناره‌گیری گرفته بود. پس از مذاکرات بین این سه رهبر ائتلاف، سیپیلا، وزیر دارایی (فنلاند) اورپو اعلام کردند که دیگر در دولت ائتلافی با حزب فنلاند همکاری نخواهند کرد. دولت در ۱۳ ژوئن هنگامی که بیست تن از اعضای پارلمان توسط فراکسیون پارلمانی جدا شدند، سقوط کرد و آنچه در نهایت به حزب جایگزین رسید به اصلاحات آبی تبدیل شد. یکی از اعضای پارلمان الوما بعداً به حزب فنلاند بازگشت. دولت سیپیلا اکثریت پارلمان را حفظ کرد چون اصلاحات آبی به عنوان عضو ائتلاف به کارش ادامه داد و حزب فنلاند به اپوزیسیون منتقل شد.

## نظام انتخاباتی
۲۰۰عضوی که با انتخابات به مجلس نمایندگان راه پیدا می‌کنند (ادوسکونتا: مجلس فنلانداست که تنها یک مجلس دارد که این مجلس دارای ۲۰۰ عضو است. جلسات مجلس فنلاند معمولاً در ساختمان مجلس واقع در هلسینکی برگزار می‌شود. آخرین انتخابات مجلس در تاریخ ۱۹ آوریل ۲۰۱۵ برگزار شد) این اعضاء از طریق نظام نمایندگی تناسبی در ۱۳ حوزه انتخاباتی چند عضوه انتخاب می‌شوند. کرسی‌های نمایندگی به روش هوندت توزیع می‌شود. تعداد کاندیداهای نمایندگی برای هر منطقه متناسب است با تعداد جمعیتی که طی شش‌ماه در آن منطقه تا قبل از موعد انتخابات ساکن بوده‌اند. آلاند دارای یک منطقه انتخاباتی مستقل و سیستم حزب خود است.

### روش هوندت
شیوه هوندت یا روش جفرسون، روش عالی‌ای است به منظور اختصاص میانگینی از کرسی، بنابراین به آن نوعی نمایندگی تناسبی حزبی می‌گویند. روشی که در ایالات متحده توسط توماس جفرسون نامگذاری شده بود، این روش برای توزیع متناسب کرسی‌ها در مجلس نمایندگان ایالات متحده در سال ۱۷۹۱و در اروپا توسط ویکتور دندان، ریاضیدان بلژیکی در اروپا جاری شدو از ۱۸۷۸ برای توزیع متناسب کرسی‌های پارلمانی برای احزاب در نظر گرفته شده. دو فرم وجود دارد: لیست بسته که شامل (احزابی که نامزدهای خود را انتخاب می‌کند) و یک لیست باز (انتخاب توسط قاطبه رای‌دهندگان) تعیین می‌شود.

## کرسی‌های مناطق انتخاباتی
۲۰۰ نفر از اعضای مجلس فنلاند به وسیله سیستم نمایندگی تناسبی از ۱۳ حوزه چند نفره انتخاب شدند، این کرسی‌ها به روش هوندت برگزیده می‌شود. به این شکل است که تعداد نمایندگان انتخاب شده ابتدا شش ماه قبل از برگزاری انتخابات در حوزه انتخاباتی ساکن باشند و متناسب با جمعیت این منطقه ارزیابی می‌شود. الاند دارای یک منطقه انتخاباتی مستقل با سیستم حزب خود است. در مقایسه با آخرین انتخابات سال ۲۰۱۵، یک کرسی از سوانیا کارلیا مجدداً به اوسیما اختصاص داده شده‌است.
| منطقه انتخاباتی     | کرسی | File:Suomen vaalipiirit 2013.png |
| ------------------- | ---- | -------------------------------- |
| ۰۱ هلسینکی          | ۲۲   | File:Suomen vaalipiirit 2013.png |
| ۰۲ اوسیما           | ۳۶   | File:Suomen vaalipiirit 2013.png |
| ۰۳ جنوب غرب فنلاند  | ۱۷   | File:Suomen vaalipiirit 2013.png |
| ۰۴ ساتاکونتا        | ۸    | File:Suomen vaalipiirit 2013.png |
| ۰۵ جزایر الند       | ۱    | File:Suomen vaalipiirit 2013.png |
| ۰۶ تاواستیا         | ۱۴   | File:Suomen vaalipiirit 2013.png |
| ۰۷پیرکانما          | ۱۹   | File:Suomen vaalipiirit 2013.png |
| ۰۸ جنوب شرق ننلاند  | ۱۷   | File:Suomen vaalipiirit 2013.png |
| ۰۹ ساونیا - کارلینا | ۱۵   | File:Suomen vaalipiirit 2013.png |
| ۱۰ واسا             | ۱۶   | File:Suomen vaalipiirit 2013.png |
| ۱۱ فنلاند مرکزی     | ۱۰   | File:Suomen vaalipiirit 2013.png |
| ۱۲ اولو، فنلاند     | ۱۸   | File:Suomen vaalipiirit 2013.png |
| ۱۳ لاپلند (فنلاند)  | ۷    | File:Suomen vaalipiirit 2013.png |